# Albert von Obernitz

Wappen der Familie von Obernitz

Albert Preisegott Sigismund Wilhelm von Obernitz (* 16. März 1804 in Türkendorf; † 1. August 1879 in Erfurt) war ein preußischer Generalmajor.

## Leben

### Herkunft
Albert entstammte dem thüringisch-osterländischen Adelsgeschlecht von Obernitz. Er war der Sohn von Friedrich von Obernitz (1766–1818) und dessen Ehefrau Anna, geborene von Langen (1767–1851). Sein Vater war preußischer Major a. D., Herr auf Türkendorf und Landesältester des Kreises Spremberg.

### Militärkarriere
Obernitz trat 1822 in das 26. Infanterie-Regiment (1. Magdeburgisches) der Preußischen Armee ein, wurde am 17. Dezember 1822 zum Portepeefähnrich ernannt und am 18. Juni 1824 zum Sekondeleutnant befördert. 1829/30 war er zum Lehr-Infanterie-Bataillon kommandiert. Daran schloss sich eine Verwendung als Bataillonsadjutant an. Am 11. März 1836 wurde Obernitz Premierleutnant und mit der Beförderung zum Hauptmann am 10. Dezember 1845 folgte seine Ernennung zum Kompaniechef im 26. Infanterie-Regiment in Magdeburg. Mit diesem Regiment war Obernitz 1849 während der Niederschlagung der Badischen Revolution am Gefecht bei Michelbach beteiligt. Vom 6. Dezember 1851 bis 6. Februar 1856 war er als Major Kommandeur des I. Bataillons des 27. Landwehr-Regiments. Anschließend fungierte Obernitz als Kommandeur des Füsilierbataillons im 31. Infanterie-Regiment in Erfurt, wurde am 9. April 1857 Oberstleutnant und am 19. Mai 1859 mit der Führung des Brandenburgischen Füsilier-Regiments Nr. 35 in Luxemburg beauftragt. Mit der Beförderung zum Oberst am 31. Mai 1859 zum Kommandeur dieses Regiments ernannt, wurde Obernitz am 25. Mai 1860 mit dem Roten Adlerorden III. Klasse mit Schwertern am Ringe ausgezeichnet. Er nahm am 9. August 1862 unter Verleihung des Charakters als Generalmajor mit Pension seinen Abschied. Im Jahr darauf wurde Obernitz am 17. März mit seiner Pension zur Disposition gestellt.
Anlässlich des Deutschen Krieges 1866 war Obernitz für die Dauer des mobilen Verhältnisses Kommandeur der stellvertretenden 23. Infanterie-Brigade. Auch im Krieg gegen Frankreich 1870/71 war er wieder aktiv und fungierte vom 18. Juli 1870 bis 23. Juni 1871 als Kommandeur der stellvertretenden 16. Infanterie-Brigade.
In Würdigung seine langjährigen Verdienste erhielt Obernitz am 18. Januar 1872 den Kronenorden II. Klasse.

### Familie
Obernitz hatte sich am 22. Oktober 1843 in Halle (Saale) mit Anna Mathilde Klara von Plötz (1823–1882) verheiratet. Aus der Ehe gingen folgende Kinder hervor:
- Hans (1854–1871), Portepeefähnrich im Infanterie-Regiment Nr. 94
- Eberhard (1854–1920), preußischer Generalleutnant
- Margarete Anna Mathilde (* 1857)
- Veit (1859–1935), preußischer Generalleutnant